# 라데온 HD 8000 시리즈
라데온 HD 8000 시리즈는 AMD에서 개발한 GPU 제품군이다. AMD는 당초 2013년 2분기에 이 제품군을 출시할 것이라는 소문이 돌았고, 28나노 공정으로 제조되고 개선된 그래픽스 코어 넥스트 아키텍처를 사용할 예정이었다. 그러나 8000 시리즈는 7000 시리즈의 OEM 리브랜딩으로 밝혀졌다(다만 보네르는 GCN 2.0 기반 칩으로, 더 나중에 개발되었다).

## 아키텍처
라데온 HD 7000 시리즈는 2011년에 출시되었으며, AMD가 VLIW(TeraScale)에서 RISC/SIMD 아키텍처(그래픽스 코어 넥스트)로 전환했음을 알렸다. 하이엔드-메인스트림 카드는 GCN 기반 칩을 탑재했고, 일부 미드-로우엔드 카드는 TeraScale 기반 카드를 리브랜딩한 것이었다. 모든 GCN 기반 칩은 28나노 공정을 사용하여 제작되었으며, 이 기술을 기반으로 한 최초의 칩이 되었다. 데스크톱 카드용 GCN 기반 칩은 Southern Islands라는 코드명이 붙었고, 모바일용(역시 GCN 기반만 해당하며 리브랜딩된 것은 아님) 칩은 Solar System이라는 코드명이 붙었다.

### 다중 모니터 지원
AMD 아이피니티 브랜드의 온다이 디스플레이 컨트롤러는 2009년 9월 라데온 HD 5000 시리즈와 함께 도입되었으며 이후 모든 칩에 탑재되었다.

### 비디오 가속
Unified Video Decoder (UVD) 및 Video Coding Engine (VCE)은 모든 GCN 기반 칩에 탑재되어 있다 (GCN 1.0 HD 7000 시리즈부터 시작). 둘 다 AMD 카탈리스트 및 자유-오픈 소스 그래픽 장치 드라이버에서 완벽하게 지원된다.

### OpenCL (API)
OpenCL은 많은 과학 소프트웨어 패키지를 CPU에 비해 10배 또는 100배 이상 가속한다.
OpenCL 1.0부터 1.2는 TeraScale 및 GCN 아키텍처를 가진 모든 칩에서 지원된다. OpenCL 2.0은 GCN 2세대 또는 1.2 이상에서 지원된다. OpenCL 2.1 및 2.2의 경우 OpenCL 2.0 호환 카드에 대해서는 드라이버 업데이트만 필요하다.

### Vulkan (API)
API 벌컨 1.0은 GCN 아키텍처를 가진 모든 칩에서 지원된다. 벌컨 1.1 (GCN 2세대 또는 1.2 이상)은 2018년 현재 드라이버에서 지원될 예정이다 (여기서는 HD 8770만 해당).
최신 드라이버에서는 윈도우 및 리눅스의 벌컨 1.1이 모든 GCN 아키텍처 기반 GPU에서 지원된다. 벌컨 1.2는 GCN 2세대 이상에서 Adrenalin 20.1 및 리눅스 메사 20.0과 함께 사용할 수 있다.

## 칩셋 표

### 데스크톱 모델
- Graphics Core Next (GCN)는 Mantle API 및 벌컨 API를 지원한다.
- AMD Crimson Beta (드라이버 버전 15.30 이상)를 통한 TeraScale 2의 OpenGL 4.5 지원
- AMD Crimson 16.3 이상을 통한 GCN 1.0 이상에서의 OpenGL 4.5 및 벌컨 1.0 지원.[15][16]
- AMD Adrenalin 18.3.3 이상을 통한 GCN 1.0 이상에서의 벌컨 1.1 지원.[17]

### 통합 모델
| 모델 (코드네임)              | 출시            | 마이크로아키텍처 (공정) | APU                | 코어 구성 | 클럭 속도  | 클럭 속도    | 필레이트    | 필레이트      | 메모리    | 메모리         | 처리 능력 (GFLOPS) | 처리 능력 (GFLOPS) | TDP        |
| 모델 (코드네임)              | 출시            | 마이크로아키텍처 (공정) | APU                | 코어 구성 | 코어 (MHz) | 메모리 (MHz) | 픽셀 (GP/s) | 텍스처 (GT/s) | 버스 유형 | 버스 폭 (비트) | 단일 (부스트)      | 배정밀도 (부스트)  | TDP        |
| ---------------------------- | --------------- | ----------------------- | ------------------ | --------- | ---------- | ------------ | ----------- | ------------- | --------- | -------------- | ------------------ | ------------------ | ---------- |
| 라데온 HD 8370D (Scrapper)   | 2013년 3월 19일 | 테라스케일 3 32 nm      | A4-6300            | 128:8:4   | 760        | 시스템       | 3.04        | 6.08          | DDR3      | 128            | 194.6              | 33                 | 알 수 없음 |
| 라데온 HD 8470D (Scrapper)   | 2013년 3월 19일 | 테라스케일 3 32 nm      | A6-6400            | 192:12:4  | 800        | 시스템       | 3.20        | 9.60          | DDR3      | 128            | 307.2              | Yes                | 알 수 없음 |
| 라데온 HD 8570D (Devastator) | 2013년 3월 19일 | 테라스케일 3 32 nm      | A8-6500 A8-6600K   | 256:16:8  | 800 844    | 시스템       | 6.40        | 12.8          | DDR3      | 128            | 432.1              | Yes                | 알 수 없음 |
| 라데온 HD 8670D (Devastator) | 2013년 3월 19일 | 테라스케일 3 32 nm      | A10-6700 A10-6800K | 384:24:8  | 844        | 시스템       | 6.75        | 20.3          | DDR3      | 128            | 648.2              | Yes                | 알 수 없음 |
| 라데온 HD 8310G              |                 | 테라스케일 3 32 nm      | A4-5145M           | 128:8:4   | 424 (554)  | 시스템       |             |               | DDR3L     | 128            |                    | 알 수 없음         | 알 수 없음 |
| 라데온 HD 8350G              | 2013년 3월 19일 | 테라스케일 3 32 nm      | A4-5150M           | 128:8:4   | 514 (720)  | 시스템       | 2.06        | 4.11          | DDR3L     | 128            | 131.6 (184.3)      | 32.9               | 알 수 없음 |
| 라데온 HD 8410G (Scrapper)   | 2013년 5월      | 테라스케일 3 32 nm      | A6-5345M           | 192:24:4  | 450 (600)  | 시스템       | 1.80        | 10.80         | DDR3L     | 128            | 172.8 (230.4)      | 알 수 없음         | 알 수 없음 |
| 라데온 HD 8450G (Scrapper)   | 2013년 5월 23일 | 테라스케일 3 32 nm      | A6-535xM           | 192:12:4  | 533 (720)  | 1600         | 2.17        | 17.33         | DDR3L     | 128            | 204.7 (276.5)      | 알 수 없음         | 35W        |
| 라데온 HD 8510G (Scrapper)   | 2013년 5월      | 테라스케일 3 32 nm      | A8-5545M           | 384:48:8  | 450 (554)  | 시스템       | 3.60        | 21.60         | DDR3L     | 128            | 351.9 (425.5)      | 알 수 없음         | 19W        |
| 라데온 HD 8550G Devastator   | 2013년 3월 19일 | 테라스케일 3 32 nm      | A8-555xM           | 256:16:8  | 515 (720)  | 시스템       | 4.12        | 8.24          | DDR3L     | 128            | 263.7 (368.6)      | 알 수 없음         | 알 수 없음 |
| 라데온 HD 8610G Devastator   | 2013년 5월      | 테라스케일 3 32 nm      | A10-5745M          | 384:24:8  | 533 (626)  | 시스템       |             |               | DDR3L     | 128            | 409.3 (489.8)      | 알 수 없음         | 알 수 없음 |
| 라데온 HD 8650G Devastator   | 2013년 3월 19일 | 테라스케일 3 32 nm      | A10-575xM          | 384:24:8  | 533 (720)  | 시스템       | 4.26        | 12.8          | DDR3L     | 128            | 409.3 (553.0)      | 알 수 없음         | 알 수 없음 |

1. ↑  통합 셰이더 : 텍스처 매핑 유닛 : 렌더 출력 장치
2. ↑  픽셀 필레이트는 ROP 수에 코어 기본 클럭 속도를 곱하여 계산된다.
3. ↑  텍스처 필레이트는 TMU 수에 코어 기본 클럭 속도를 곱하여 계산된다.
4. ↑  정밀도 성능은 FMA 연산을 기반으로 기본 (또는 부스트) 코어 클럭 속도에서 계산된다.
5. 1 2  하드웨어 비디오 인코더 없음

## 같이 보기
- 라데온 HD 2000 시리즈
- 라데온 HD 3000 시리즈
- 라데온 HD 4000 시리즈
- 라데온 HD 5000 시리즈
- 라데온 HD 6000 시리즈
- 라데온 HD 7000 시리즈
- 라데온 200 시리즈
- 엔비디아 지포스 700 시리즈
- AMD 그래픽 처리 장치 목록
- 자유-오픈 소스 장치 드라이버: 그래픽스#ATI/AMD